# Zbigniew Szeląg
Zbigniew Adam Szeląg – polski botanik, specjalizujący się w hieracjologii (badaniach nad jastrzębcami), aktywny od lat 90. XX wieku do chwili obecnej (2023).

## Życiorys
W 1989 ukończył studia wyższe w zakresie biologii w ówczesnej Wyższej Szkole Pedagogicznej im. Komisji Edukacji Narodowej w Krakowie. W 2013 otrzymał tytuł profesora nauk biologicznych. Jego kariera zawodowa była związana z Uniwersytetem Komisji Edukacji Narodowej w Krakowie, gdzie obecnie (2023) jest kierownikiem Katedry Botaniki, a ponadto z Instytutem Botaniki PAN, Uniwersytetem Jagiellońskim oraz Akademią im. Jana Długosza w Częstochowie. Wypromował dwie doktorantki.

## Osiągnięcia naukowe
Wprowadził poprawne nazwy ponad czterdziestu nowych taksonów, przede wszystkim w obrębie rodzaju Hieracium. Są to głównie opisane przezeń nowe gatunki (mikrogatunki) jastrzębców (patrz wybór poniżej), a ponadto między innymi nowe kombinacje gatunków jastrzębców oraz jeden nowy gatunek i trzy nowe kombinacje w obrębie rodzaju kosmaczek (Pilosella).
Gatunki endemiczne Karkonoszy:
- jastrzębiec Boratyńskiego[5] Hieracium boratynskii Szeląg[6]
- jastrzębiec łomniczkowy[5] Hieracium lomniczkianum Szeląg[7]
- jastrzębiec czarnoparasolowy[5] Hieracium umbellonigritum Szeląg[8]

Gatunki endemiczne Bieszczadów:
- Hieracium jasiewiczii Szeląg (znany z Kopy Bukowskiej)
- Hieracium wojcickii Szeląg[9] (znany z Tarnicy)

## Wybrane publikacje
- Rośliny naczyniowe Masywu Śnieżnika i Gór Bialskich (2000)[10]
- Chromosome numers of Polish Hieracia (Z. Szeląg & V. Vladmirov, 2005)[11]
- Hieracia balcanica (I–XVII, 2001–2019)[12][13]